# Saison 1929-1930 de la Can-Am
Saison précédente Saison suivante
La saison 1929-1930 est la quatrième saison de la Canadian-American Hockey League. Cinq franchises jouent chacune 39 ou 40 rencontres. Les Reds de Providence remportent le Trophée Henri Fontaine en battant les Tigers de Boston en séries éliminatoires.

## Saison régulière
| Clt   | Équipe                 | PJ | V  | D  | N | BP  | BC  | Pts |
| ----- | ---------------------- | -- | -- | -- | - | --- | --- | --- |
| +001, | Reds de Providence     | 40 | 24 | 11 | 5 | 120 | 98  | 53  |
| +002, | Arrows de Philadelphie | 40 | 20 | 18 | 2 | 120 | 121 | 41  |
| +003, | Tigers de Boston       | 40 | 17 | 18 | 5 | 136 | 126 | 39  |
| +004, | Eagles de New Haven    | 39 | 14 | 19 | 6 | 94  | 101 | 34  |
| +005, | Indians de Springfield | 39 | 14 | 23 | 2 | 96  | 120 | 30  |

- En gras : champion de la saison régulière
- En italique : qualifié pour les séries

## Séries éliminatoires
Le premier tour des séries voit les Tigers de Boston battre les Arrows de Philadelphie 5 buts à 3 en deux matchs :
- Philadelphie 0-1 Boston
- Boston 4-3 Philadelphie

Les Reds de Providence, champions de la saison régulière et exemptés du 1er tour, remportent ensuite la finale 3 matchs à rien contre les Tigers :
- Boston 2-4 Providence
- Providence 6-1 Boston
- Providence 6-5 Boston